# Heliophanus mucronatus
Heliophanus mucronatus är en spindelart som beskrevs av Simon 1901. Heliophanus mucronatus ingår i släktet Heliophanus och familjen hoppspindlar. Inga underarter finns listade i Catalogue of Life.